# Габдулхай Іркабаєв
Габдулхай Іркабаєв (башк. Ғәбделхәй Иркәбаев, 1893, пос. Курманово, Оренбурзька губернія — 1919, с. Зілаїр (БАРСР) — башкирський поет, один з організаторів башкирського національного руху, публіцист. Член Башкирського уряду — Башкирського центрального шуро.

## Біографічні відомості
Закінчив медресе «Расулія».
З травня 1917 стає членом Башкирського обласного бюро, а з липня — член Башкирського центрального шуро.
Брав участь у підготовці та роботі всебашкирських курултаїв.
17 грудня 1917 року, спільно з іншими делегатами ІІІ Всебашкирського установчого курултаю — Хабібуллою Габітовим та іншими, заснував молодіжну організацію «Тулкин» («Хвиля»), первісна назва якої була «Йәш Башортстан йәштәре берлеге» («Союз молоді Башкурдистану»).
30 січня 1918 року проходив перший Аргаяський кантонний з'їзд депутатів, на якому обирається кантивиконком у складі 11 осіб. Серед них Габдулхай Іркабаєв, Хафіз Кушаєв, Нуріагзам Тагіров, Гаріф Мухамедьяров, Галі Салім'янов та інші.
У 1918 року разом із Тагіром Імаковим брав участь у організації Бурзян-Тангаурівського добровольчого загону, потім призначений заступником командира загону.
У лютому 1919 року брав участь у І Всебашкирському військовому з'їзді. Далі працював у відділі друку Башревкому.
У газетах «Башкорт ітіфакі бюрохи», «Башорт» та інших Г. Іркабаєв опублікував статті, есе та вірші, присвячені національній боротьбі башкирського народу за самовизначення.
28 березня 1919 року під час переходу Башкирського війська на бік Червоної армії Габдулхай Іркабаєв та Шайхзада Бабич були вбиті червоноармійцями 1-го Смоленського стрілецького полку в селі Зілаїр Зілаїрського району БАРСР. За даними башкирського письменника Газіма Шафікова, Бабича та Іркабаєва «розкришили на шматки клинками, ледве вивівши на кам'яний ґанок їхнього останнього притулку», а «шматки їхніх тіл потім вилами склали на рогожу і викинули в найближчий рів» разом з тілами багатьох сотень убитих тоді башкир. «Пізніше їх поховали в так званій „братській могилі“, що знаходиться на краю Зілаїра, біля дороги. Зараз на цьому місці стоїть погруддя Бабича», зазначив Шафіков.